# Microregiunea Karcag
Microregiunea Karcag (în maghiară Karcagi kistérség) a fost o microregiune statistică (kistérség) din județul Jász-Nagykun-Szolnok, Ungaria.
Cu o populație de 42.299 locuitori și o suprafață de 857,26 km2, aceasta a existat până în 2014, când în Ungaria, microregiunile ”kistérségek” au fost înlocuite de districte (járások).